# Ḩoseynān
Ḩoseynān (persiska: حُسِينيان, هُسِينيّان, Ḩoseynīān, حسينان) är en bondby i Iran.   Den ligger i provinsen Semnan, i den centrala delen av landet, 290 km öster om huvudstaden Teheran. Ḩoseynān ligger 897 meter över havet och antalet invånare är 178.
Terrängen runt Ḩoseynān är platt åt sydost, men åt nordväst är den kuperad.Runt Ḩoseynān är det mycket glesbefolkat, med 5 invånare per kvadratkilometer. Närmaste större samhälle är Rashm, 8,8 km nordväst om Ḩoseynān. Trakten runt Ḩoseynān är ofruktbar med lite eller ingen växtlighet.